# زیردریایی آی-۲۱ (۱۹۴۰)
زیردریایی آی-۲۱ (۱۹۴۰) (به انگلیسی: Japanese submarine I-21 (1940)) یک زیردریایی بود که طول آن ۳۵۶ فوت ۶ اینچ (۱۰۸٫۶۶ متر) بود. این زیردریایی در سال ۱۹۴۰ ساخته شد.